# Wilhelm Ludwig von Eschwege

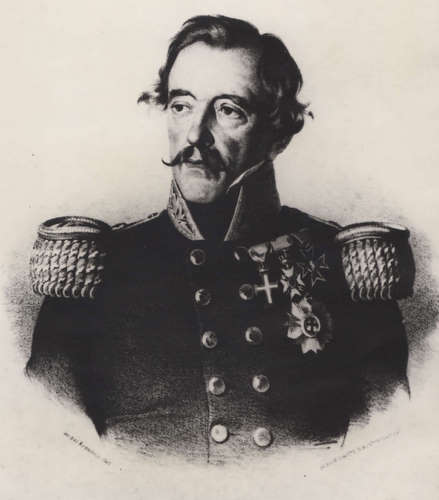
Wilhelm Ludwig von Eschwege (1777–1855)

Wilhelm Ludwig von Eschwege (* 10. November 1777 in Aue, Hessen; † 1. Februar 1855 in Wolfsanger bei Kassel, Hessen) war ein deutscher Bergmann, Geologe und Geograph.

## Familie
Eschwege entstammte dem zur Althessischen Ritterschaft gehörenden Adelsgeschlecht derer von Eschwege und kam im Herrenhaus Aue zur Welt. Er war ein Sohn des Landrats und Rittergutsbesitzers Johann Christian Ludwig von Eschwege (1746–1798) und dessen Ehefrau Sophie, geb. Mosebach (1753–1813). Im Jahre 1823 heiratete er Sophie von Baumbach (1785–1869), Tochter des kurhessischen Landrats Ludwig Wilhelm von Baumbach (1755–1811) und dessen Frau Christiane von Wangenheim (1764–1841). Die Ehe blieb kinderlos.

## Leben
Nach anfänglicher Erziehung durch Hauslehrer besuchte er das Gymnasium in Eisenach und anschließend von 1796 bis 1799 die Georg-August-Universität Göttingen. Dort war er u. a. Schüler Johann Friedrich Blumenbachs und Kommilitone von Friedrich Konrad Hornemann, Georg Heinrich von Langsdorff und Johann Kaspar Horner. Nach Beendigung seines Studiums erhielt er 1801 eine Anstellung als Bergamtsassessor in Richelsdorf in Hessen, ging aber bereits 1803 als Direktor einer Eisenhütte nach Portugal.
Bei der Invasion Portugals durch napoleonische Truppen im Jahre 1807 war Eschwege Hauptmann der Artillerie in der portugiesischen Armee. 1809 folgte er dem ins Exil gegangenen Königshaus nach Brasilien, wo er im Laufe der folgenden zehn Jahre vor allem im Staat Minas Gerais insgesamt 29 Eisenwerke einrichtete. Im Dezember 1812 brachte er in der Eisenhütte in Congonhas do Campo das erste Eisen Brasiliens zum Fluss. Im Jahre 1817 wurde er zum General-Direktor der brasilianischen Goldbergwerke und Vorstand des königlichen (ab 1822 kaiserlichen) Mineralienkabinetts in Rio de Janeiro ernannt. Eschwege nutzte seinen Aufenthalt in Brasilien, um das Land zu bereisen und geognostische Forschungen zu betreiben. Er wurde einer der gründlichsten Diamantenkenner seiner Zeit, zeichnete die ersten Profile und die erste farbige geologische Karte von Minas Gerais, und veröffentlichte die Ergebnisse seiner Erkundungen in zahlreichen Schriften.
1821 kehrte er nach Europa zurück, und von 1823 bis 1830 wirkte er wieder in Portugal, wo er ab 1824 als Oberberghauptmann und Genieoberst an der Spitze des Montanwesens stand. 1830 war er durch die politischen Verhältnisse unter dem Usurpatoren Michael I. gezwungen, Portugal zu verlassen. Er ging nach Hessen zurück und gründete 1832 in Kassel die „Hessisch-Waldeckische Compagnie zur Gewinnung des Goldes aus dem Edder-Flusse“. Kurprinz und Mitregent Friedrich Wilhelm von Hessen-Kassel und Fürst Georg II. Heinrich von Waldeck beteiligten sich als Aktionäre und „höchste Protektoren“, und eine Anzahl hessischer und waldeckscher Adelige sowie angesehene Bürger der Region wurden Aktionäre. Die Gesellschaft errichtete Europas damals größte Goldwaschanlage an der Eder bei Bergheim, aber das teure Unternehmen wurde ein Flop, weil es keine Goldnuggets, sondern nur feinste Goldblättchen hervorbrachte, und ging schon im Mai 1835 in Liquidation.

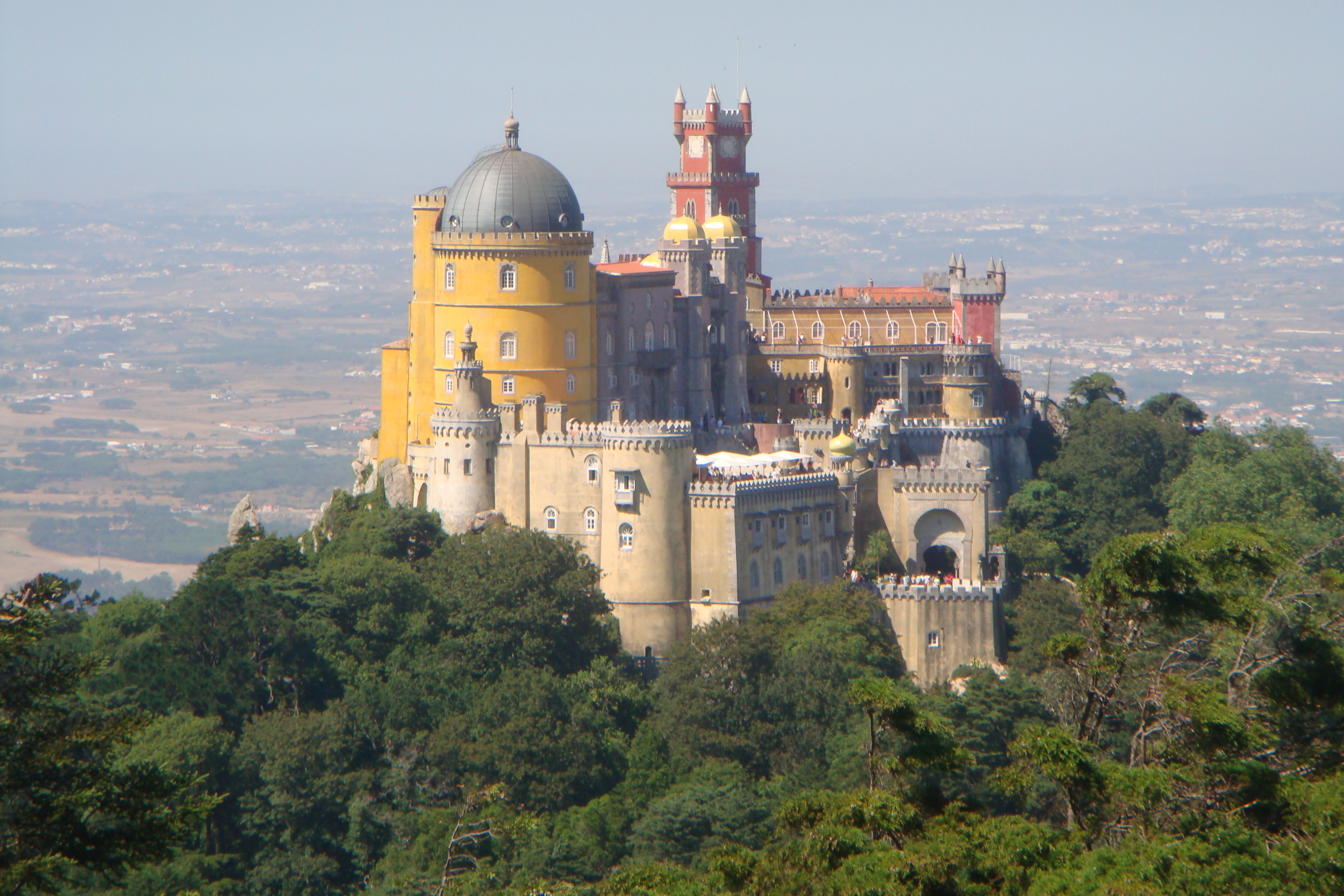
Der Palácio Real de Pena

1834 rief ihn Peter IV. wieder zur Leitung des Bergwesens nach Portugal zurück und ernannte ihn zum Generalmajor des Geniekorps. Er war portugiesischer Oberberghauptmann bis zur Auflösung dieses Amtes im Jahre 1836. Danach blieb er zunächst in Portugal, um seine überkommenen Rechte zu sichern. 1839–1849 erbaute er auf Geheiß des portugiesischen Prinzgemahls und Titularkönigs Ferdinand II. das Schloss Palácio Nacional da Pena bei Sintra.
1850 trat er in den Ruhestand zog sich nach Wolfsanger bei Kassel zurück, wo seit 1841 eine Kaltwasserheilanstalt mit ärztlicher Betreuung bestand.
1815 wurde er als korrespondierendes Mitglied in die Russische Akademie der Wissenschaften in Sankt Petersburg aufgenommen.

## Werke
- Journal von Brasilien oder vermischte Nachrichten aus Brasilien, auf wissenschaftlichen Reisen gesammelt. Landes-Industrie-Comptoir, Weimar 1818 (2 Hefte, hrsg. von Friedrich Justin Bertuch)
- Geognostisches Gemälde von Brasilien und wahrscheinliches Muttergestein der Diamanten. Landes-Industrie-Comptoir, Weimar 1822
- Brasilien: Die neue Welt in topographischer, geognostischer, bergmännischer, naturhistorischer, politischer und statistischer Hinsicht während eines elfjährigen Aufenthaltes von 1810 bis 1821; mit Hinweisung auf die neueren Begebenheiten. Vieweg, Braunschweig 1830 (2 Bände)
- Beiträge zur Gebirgskunde Brasiliens. Reimer, Berlin 1832
- Pluto brasiliensis: Eine Reihe von Abhandlungen über Brasiliens Gold-, Diamanten und anderen mineralischen Reichthum, über die Geschichte seiner Entdeckung, über das Vorkommen seiner Lagerstätten, des Betriebs, der Ausbeute und die daraufbezügliche Gesetzgebung u.s.w. Reimer, Berlin 1833
- Portugal: Ein Staats- und Sittengemälde in Skizzen und Bildern nach dreißigjährigen Beobachtungen und Erfahrungen. Hoffmann und Campe, Hamburg 1837

## Nachlass
Der Nachlass von Eschweges enthält Personalpapiere sowie die Korrespondenz des Oberberghauptmanns. Die Unterlagen werden als Depositum im Hessischen Staatsarchiv Marburg (Bestand 340 Wilhelm Ludwig von Eschwege) aufbewahrt, sind vollständig erschlossen und online recherchierbar. Der Restbestand seiner Mineraliensammlung befindet sich im Mineralogischen Institut der Technischen Universität Clausthal-Zellerfeld.